# For Your Eyes Only
For Your Eyes Only (cu sensul de Doar pentru ochii tăi) a fost o revistă de jocuri publicată pentru prima dată în 1980 de Simulations Publications, Inc.⁠(d), editată de David James Ritchie⁠(d).

## Cuprins
For Your Eyes Only  a fost o extindere a vechii rubrici FYEO din revista Strategy & Tactics⁠(d) cu știri militare: acțiuni recente, posibile evoluții viitoare, tehnologie și multe altele.

## Recepție
Steve Jackson a revizuit For Your Eyes Only în The Space Gamer nr. 44. Jackson a comentat că „Foarte puțini dintre noi avem nevoie de acest tip de date [...] Pentru cei care au, totuși [nevoie], FYEO merită probabil costul. Recomandată pentru designerul profesionist de jocuri sau pentru pasionații de jocuri [...]”